# Elsjitsa
Elsjitsa (bulgariska: Елшица) är ett distrikt i Bulgarien.   Det ligger i kommunen Obsjtina Panagjurisjte och regionen Pazardzjik, i den centrala delen av landet, 80 km sydost om huvudstaden Sofia.
I omgivningarna runt Elsjitsa växer i huvudsak blandskog. Runt Elsjitsa är det ganska tätbefolkat, med 129 invånare per kvadratkilometer.